# Kotoamatsukami

Dans le shinto, Kotoamatsukami (別天津神, littéralement « kami distinctement céleste »), est le nom collectif pour les premiers dieux apparus au moment de la création de l'univers. Ils sont nés à Takama-ga-hara, le monde du ciel au moment de la création. Contrairement aux dieux ultérieurs, ces divinités sont nées hors procréation, qui s'appelle hitorigami. 

## Description
Ces trois divinités sont : 
- Ame-no-Minakanushi (天之御中主神?) - Maître central ;
- Takamimusubi (高御産巣日神?) - Haut créateur ;
- Kamimusubi (神産巣日神?) - Créateur divin.

Un peu plus tard, deux autres divinités voient le jour : 
- Umashiashikabihikoji (宇摩志阿斯訶備比古遅神?) - L'énergie ;
- Amenotokotachi (天之常立神?) - Le ciel.

La génération suivante de divinités qui suit est le Kamiyonanayo qui inclut Izanagi-no-Mikoto et Izanami-no-Mikoto, respectivement patriarche et matriarche de toutes les autres divinités japonaise. Après cela, Kotoamatsukami « part se cacher ».
Bien que les Zōkasanshin (trois divinités de la création) sont censés être asexués, une autre théorie énonce que Kamimusubi était la femme et Takamimusubi l'homme, et les compare à l'eau et au feu ou au yin et au yang.
Quelques théories tel que Hirata Atsutane considèrent également Ame-no-Minaka-Nushi comme la source de toute création ou comme le Dieu de la Grande Ourse.
Étrangement, Takamimusubi reparaît plus tard avec Amaterasu comme l'un des dieux principaux de Takamagahara, et sa fille est la mère du dieu Ninigi-no-Mikoto. Il joue également un rôle important dans les événements de la fondation du Japon, comme dans la sélection des dieux qui sortent de conserve avec Ninigi et envoie le Yatagarasu, le corbeau solaire à trois pattes, aider l'empereur Jinmu qui, en retour, l'adore avec ferveur en jouant le rôle du prêtre intermédiaire qui prend l'identité de Takami Musubi dans les cérémonies précédant son intronisation impériale (sokui).
Takami Musubi est plus tard vénéré par le Jingi-kan et considéré le dieu de l'appariement (basé sur un jeu de mots avec son nom, « musubi » qui signifie « joindre »). Certains clans japonais ont également prétendu descendre de ce dieu, comme le clan Saeki par exemple, il est également un ancêtre imperial.
En ce qui concerne Kamimusuhi no kami, il (ou elle) a des liens étroits à la fois avec les Amatsukami (les dieux célestes) et les Kunitsukami (les dieux de la terre) de la mythologie Izumo. Kamimusuhi passe également pour avoir transformé les céréales produites par la déesse de la nourriture Ōgetsuhime (Ukemochi no kami) après qu'elle a été tuée par le frère irrité d'Amaterasu.

## Dans la culture populaire moderne

### Manga et anime
- Dans le manga Naruto, Kotoamatsukami (traduit par « Les Déités Célestes ») est une technique oculaire de Shisui Uchiwa permettant de fausser le jugement d’un individu de manière indécelable. Elle est notamment utilisée par Danzô, ayant volé l’œil de Shisui, pour tenter de se faire choisir comme leader de l’alliance ninja par Mifune.

## Source de la traduction
- (en) Cet article est partiellement ou en totalité issu de l’article de Wikipédia en anglais intitulé « Kotoamatsukami » (voir la liste des auteurs).